# Алексеева, Вера Андреевна
Вера Андреевна Алексеева (род. 1945) — киргизская советская рабочая, депутат Верховного Совета СССР.

## Биография
Родилась в 1945 году. Русская. Беспартийная. Образование среднее специальное.
С 1964 года, по окончании профтехучилища, бригадир диффузионной батареи Токмакского сахарного завода, г.  Токмак Киргизской ССР.
Депутат Совета Национальностей Верховного Совета СССР 9 созыва (1974—1979) от Чуйского избирательного округа № 352 Киргизской ССР. Член Комиссии по сельскому хозяйству Совета Национальностей.